# Ahmad Jamal's Alhambra
Ahmad Jamal's Alhambra — концертний альбом американського джазового піаніста Ахмада Джамала, випущений у 1961 році лейблом Argo.

## Опис
Цей альбом піаніста Ахмада Джамала був записаний під час виступу у червні 1961 року у власному клубі Ahmad Jamal's Alhambra в Чикаго (клуб був відкритий Джамалом у 1959 році, однак проіснував недовго і закрився у 1961 році). Тут Джамал грає у складі тріо з басистом Ізраелом Кросбі (для якого цей запис є одним з останнім, оскільки був записаний за 14 місяців до смерті басиста) та ударником Вернелом Фурньє. Серед композицій найбільше виділяються «We Kiss In a Shadow», «Love for Sale», «Broadway» і «Isn't It Romantic».
Альбом вийшов у 1961 році на лейблі Argo.

## Список композицій
1. «We Kiss in a Shadow» (Річард Роджерс, Оскар Гаммерстайн ІІ) — 4:47
2. «Sweet and Lovely» (Гас Арнгейм, Чарль Деніелс, Гаррі Тобіас) — 3:53
3. «The Party's Over» (Адольф Грін, Бетті Комден, Джул Стайн) — 3:55
4. «Love for Sale» (Коул Портер) — 4:00
5. «Snow Fall» (Клод Торнгілл) — 2:23
6. «Broadway» (Білл Берд, Генрі Вуд, Тедді Макре) — 7:35
7. «Willow Weep for Me» (Енн Ронелл) — 3:55
8. «Autumn Leaves» (Жак Превер, Жозеф Косма) — 3:45
9. «Isn't It Romantic» (Річард Роджерс, Лоренц Гарт) — 4:15
10. «The Breeze and I» (Ел Стіллмен, Ернесто Лекуона) — 2:53

## Учасники запису
- Ахмад Джамал — фортепіано
- Ізраел Кросбі — контрабас
- Вернел Фурньє — ударні

Технічний персонал
- Леонард Чесс — продюсер
- Рон Мало — інженер
- Дон Бронстайн — обкладинка
- Сід Маккой — текст